# 49 il
49 il (kor.: 49일, MOCT: 49 il, dosł. 49 dni; znana także jako 49 Days) – serial koreański z gatunku fantasy, wyprodukowany w 2011 roku dla telewizji SBS w Korei Południowej. Główne role odgrywają w niej Lee Yo-won, Nam Gyu-ri, Jo Hyun-jae, Jung Il-woo, Bae Soo-bin oraz Seo Ji-hye. Premierowe odcinki serialu były emitowane od 16 marca do 19 maja 2011 roku w środy i czwartki. Łącznie seria składa się z 20 odcinków. Seria pobiła rekordy oglądalności – zgromadziła więcej widzów niż jakakolwiek i kiedykolwiek nadawana drama w Korei południowej.

## Fabuła
Beztroska i wesoła Shin Ji-hyun (Nam Gyu-ri) ma idealne życie - jest jedyną córką zamożnych rodziców i jest otoczona przez wierne przyjaciółki. Jest zaręczona i wkrótce ma wziąć ślub z chodzącym ideałem - Kang Min-ho (Bae Soo-bin). W tym czasie Song Yi-kyung (Lee Yo-won) przeżywa kryzys egzystencjalny po tragicznej śmierci swojego chłopaka. Pracuje na nocnej zmianie w sklepie całodobowym, śpi popołudniami i spędza czas na myśleniu o samobójstwie.
Pewnego dnia los sprawia, że przecinają się ścieżki Shin Ji-hyun i Song Yi-kyung, gdy ta druga próbuje popełnić samobójstwo wpadając pod samochód. Pomimo iż przechodzień ratuje ją odciągając od drogi, sytuacja powoduje karambol na drodze. Uczestniczy w nim również Ji-hyun, rozbijając się o ciężarówkę i uderzając głową w kierownicę. Po odzyskaniu przytomności okazuje się, że znajduje się poza własnym ciałem i nie jest w stanie nawiązać fizycznego ani poza-fizycznego kontaktu z otoczeniem i zauważa, że jedyną osobą która zdaje się ją dostrzegać jest pewien stojący nieopodal motocyklista (Jung Il-woo). Po chwili jednak ów człowiek znika, a Ji-hyun decyduje się podążać za swoim ciałem do szpitala.
Tam ponownie spotyka owego motocyklistę, który przedstawia się jako żniwiarz (a właściwie planista – Scheduler), którego zadaniem jest przeprowadzanie dusz na drugą stronę. Wyjaśnia on jej obecną sytuację – ponieważ jej czas na śmierć jeszcze nie nadszedł, ma dwa wyjścia: albo może dobrowolnie odejść z tego świata, albo wykorzystać szansę na wyjście ze śpiączki i dalsze życie. By to uczynić, musi wykonać pewne zadanie – w ciągu 49 dni zebrać trzy szczere łzy osób z nią niespokrewnionych, wylane nad jej losem. Skuszona perspektywą w jej mniemaniu całkiem łatwego zadania decyduje się na to rozwiązanie, natychmiast myśląc o swoim narzeczonym i swoich dwóch najlepszych przyjaciółkach.
By wypełnić zadanie, może w określonych godzinach opętywać ciało Yi-kyung. By zdobyć pieniądze na swoje utrzymanie Ji-hyun decyduje się na znalezienie zatrudnienia jako kelnerka w restauracji należącej do jej dawnego przyjaciela z liceum - Han Kanga (Jo Hyun-jae). Dopiero później zaczyna przypominać sobie wszystkie okoliczności, które doprowadziły do jej wcześniejszego wypadku – jadąc do swej najlepszej przyjaciółki Shin In-jung (Seo Ji-hye) odkryła sekret, który sprawia, że jej idealny świat rozpadł się na kawałki. Ji-hyun zaczyna zauważać, jak wiele zakłamania jest w jej życiu i zdobycie trzech szczerych łez wcale nie będzie takie proste.

## Obsada

### Bohaterowie pierwszoplanowi
- Lee Yo-won jako Song Yi-kyung/Shin Ji-min[3][4] – przygnębiona pracownica nocnej zmiany, żyjąca samotnie w rozpadającym się, małym mieszkaniu. Od dłuższego czasu cierpi na depresję i nie okazuje większego zainteresowania światem. Częściowo przyczynia się do wypadku samochodowego Ji-hyun, gdy próbuje popełnić samobójstwo. Dzięki Ji-hyun odnajduje siłę by ruszyć dalej ze swoim życiem i przestać rozpamiętywać przeszłość.

- Nam Gyu-ri jako Shin Ji-hyun – wesoła i beztroska przyszła panna młoda. Jest od początku bardzo zapatrzona w swojego narzeczonego i silnie przywiązana do swoich przyjaciół. Jej znajomi nazywają ją księżniczką optymizmu, ponieważ znana była z widzenia świata przez różowe okulary. W trakcie swej podróży zaczyna jednak nabierać charakteru - dostaje od życia solidną dawkę realizmu.

- Jo Hyun-jae jako Han Kang – jeden z licealnych przyjaciół Ji-hyun, choć z powodu pewnego przykrego wydarzenia w przeszłości nie są już ze sobą tak blisko. Pomimo fasady nieuprzejmego i chłodnego, w rzeczywistości bardzo mu na Ji-hyun zależy. Do tego stopnia, że wie o niej więcej niż jej własny narzeczony i przyjaciółki. Staje się podporą dla Ji-hyun w trakcie jej 49-dniowej podróży. Prowadzi restaurację, choć z wykształcenia jest architektem.

- Bae Soo-bin jako Kang Min-ho – przystojny narzeczony Ji-hyun o wielu talentach. Min-ho początkowo wydaje się być silnie przywiązany do Ji-hyun i kochający, jako że wydaje się rozpaczać po jej wypadku. Niemniej jednak jego prawdziwa, podstępna natura wkrótce wychodzi na jaw – jego planem było oszukać i zniszczyć rodzinę Ji-hyun.

- Jung Il-woo jako Żniwiarz/Song Yi-soo[5][6][7][8] – terenowy pracownik śmierci, który pełni swą służbę od prawie 5 lat. Zgodnie z własnym kontraktem nie posiada żadnych wspomnień ze swojego poprzedniego życia; nie okazuje również żadnego zainteresowania w stosunku do ludzi. Dopiero po spotkaniu przysparzającej problemy Shin Ji-hyun, jego perspektywa zaczyna się zmieniać. Został żniwiarzem by móc zrealizować swoje pragnienie.

- Seo Ji-hye jako Shin In-jung – jedna z najlepszych przyjaciółek Ji-hyun. In-jung początkowo wydaje się być lojalną przyjaciółką na której można polegać, jednakże fasada skrywa jedynie zazdrość i głęboką zawiść w stosunku do Ji-hyun i jej rodziny.

### Pozostali
- Choi Jung-woo jako Shin Il-shik – ojciec Ji-hyun.
- Yoo Ji-in jako matka Ji-hyun.
- Bae Geu-rin jako Park Seo-woo – przyjaciółka Ji-hyun.
- Son Byung-ho jako Oh Hae-won – przyjaciel Han Kanga, pracuje w jego restauracji.
- Moon Hee-kyung jako Bang Hwa-joon – dziewczyna Oh Hae-wona.
- Kang Sung-min jako Noh Kyung-bin – lekarz psychiatra.
- Yoon Bong-gil jako Cha Jin-young – prawa ręka Kang Min-ho, wykonuje dla niego różne zadania.
- Kim Ho-chang jako Ki Joon-hee – pracownik restauracji prowadzonej przez Han Kanga.
- Jin Ye-sol jako Ma Soon-jung – pracownica restauracji prowadzonej przez Han Kanga.
- Lee Jong-min jako Go Mi-jin.
- Ban Hyo-Jung jako Kostucha – szefowa Song Yi-soo (cameo).
- Kim Hyeong-Beom jako inny 49-dniowy podróżnik (cameo, odcinek 15).

## Remake
ABS-CBN wyprodukowało filipiński remake pod tytułem Pure Love, w którym występują Alex Gonzaga, Yen Santos, Joseph Marco, Matt Evans, Arjo Atayde, Yam Concepcion oraz Sunshine Cruz. Seria miała swoją premierę 7 lipca 2014 roku.